# Телефон з живленням від голосу

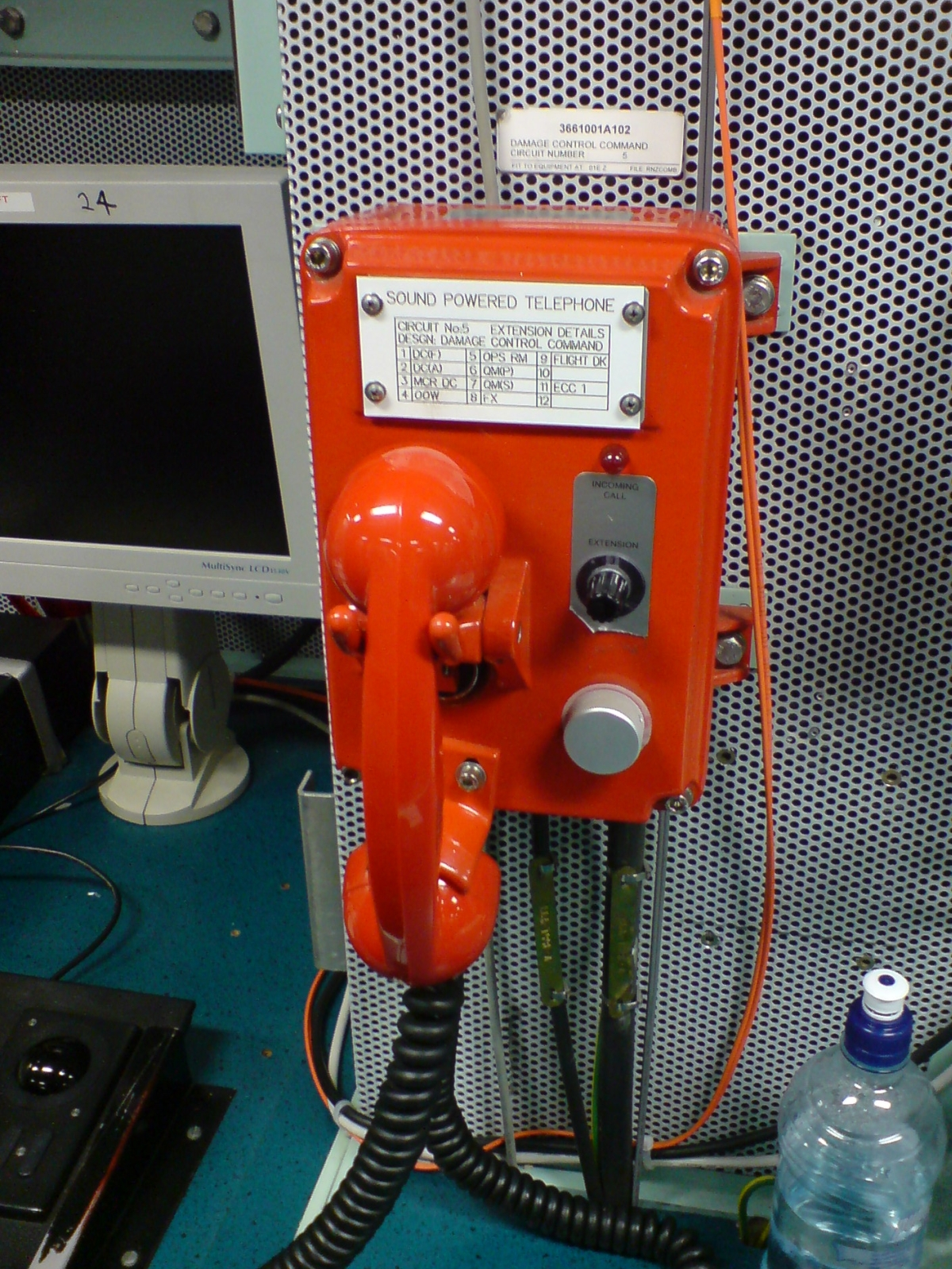
Сучасний аварійний телефон з речовим живленням.

Телефон з живленням від голосу — це пристрій зв'язку, який дозволяє користувачам спілкуватися один з одним за допомогою слухавки, схожої на звичайний телефон, але без застосування зовнішнього джерела живлення.  Ця технологія використовується принаймні з 1944 року для звичайного та екстреного зв'язку на кораблях між різними відсіками навіть за відсутності живлення, у тому числі від батарей. Лінія завжди працює, тому користувачу достатньо почати говорити, не викликаючи іншу станцію. Система може мати два чи більше апаратів. Такі телефони не підключені до звичайних телефонних ліній.

## Робота
Перетворювач мікрофона конвертує звуковий тиск від голосу користувача в незначний електричний струм, який потім знову перетворюється в звук уже на іншому кінці лінії.  Найбільша різниця між звичайним телефоном і телефоном з живлення від голосу полягає у мікрофоні.  Звичайні мікрофони, потребуючи для роботи зовнішнього джерела живлення, не придатні для телефонів із живленням від голосу, а тому в них найчастіше застосовують динамічні мікрофони, що за своєю конструкцією схожі на навушники. Через те, що немає підсилення сигналу, кількість одночасних користувачів обмежена.  
Телефонна лінія складається з двох слухавок, поєднаних проводами, така частина лінії (довжина її може становити 50 км) має назву «розмовна». Складніші лінії мають індуктор, дзвінки й перемикачі, які допомагають вибрати абонента, ця частина зветься «виклик». Голосова частина відокремлена від частини виклику, що дозволяє не використовувати зовнішнє живлення.

## Використання

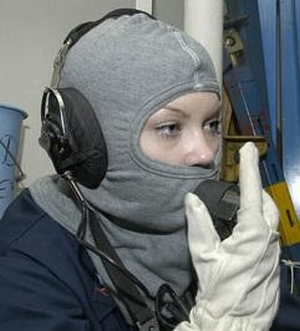
Старшина ВМС США використовує телефон з речовим живленням під час навчальної тривоги

Телефон з живленням від голосу широко використовують на військових кораблях. Прикладом є лінія «JL» на кораблях ВМС США, яка служить сигнальникам для рапорту про візуальний контакт у рубку та бойовий інформаційний пост (БІП). У такому варіанті в лінію включено п'ять станцій (кормовий пост, пост лівого борту, пост правого борту, рубка і БІП).
У правилах берегової охорони США вказана вимога використовувати подібний тип зв'язку на більшості кораблів. Звичайні телефони з батареями не придатні для потреб берегової охорони США.
Подібний вид зв'язку використовують і як екстрений у висотних будівлях, розвідних мостах, лижних підйомниках та у тимчасових будівлях, де потрібна його надійність. Ці системи дозволяють спілкуватися в тих місцях, де можливі відключення енергії або де глушаться радіосигнали.
На лижних підйомниках такі системи зазвичай мають лише дві слухавки (іноді є третя — на проміжній станції). Їх використовують для узгодження дій з іншим оператором або для повідомлення про надзвичайну ситуацію. 
Було багато спроб замінити на кораблях ці телефони іншим обладнанням, але через їх надійність, живучість і автономність вони до сих пір залишаються на військових кораблях ВМС США, а також комерційних суднах і робочих човнах.

### Як працюють телефони зі звуковим супроводом?
Технологія звукового телефонного зв'язку використовує електромеханічні перетворювачі для забезпечення аудіозв'язку по одній парі дротів без використання зовнішнього живлення або батарейок. Звуковий тиск, що створюється, коли користувач розмовляє в передавач трубки/гарнітури, генерує напругу, яка надсилається на приймач, що перетворює її назад у звук. І це все, що потрібно для живлення системи.
Телефонна мережа зі звуковим живленням часто є єдиним засобом зв'язку, доступним під час збоїв в електропостачанні, і тому вважається критично важливою ланкою зв'язку під час поранень або в умовах стелс. Наприклад, дослідження нападу на есмінець ВМС США "Коул" у жовтні 2000 року показало, що було великою помилкою не мати повноцінних телефонних систем зі звуковим супроводом, як це було на попередніх кораблях. Під час нападу "Коул" втратив усе електроживлення і усі засоби зв'язку, окрім телефонної системи зі звуковим супроводом. Вона стала їх головним і єдиним каналом зв'язку.
Звукові телефони також використовуються для тимчасових і постійних систем зв'язку в багатьох промислових і комерційних сферах:
- аеропорти
- пожежні та поліцейські рятувальні бригади
- комунальні служби
- школи
- сховища
- метрополітени
- холодильні установки
- цивільна оборона
- мостові споруди
- гірськолижні траси
- нафтові родовища
- парки і ліси
- залізниці
- звалища
- спортивні арени
- суднобудівні заводи
- геофізичні роботи, де відсутнє електропостачання.

Звукове телефонне обладнання працює при низьких рівнях напруги. Це робить його ідеальним для арсеналів і порохових заводів, газових заводів, хімічних заводів, нафтопереробних заводів, шахт і кар'єрів, баз балістичних ракет, ядерних установок - або будь-якого середовища, що вимагає "вибухозахищеного" обладнання.
Легке, портативне, захищене від атмосферних впливів обладнання зі звуковим приводом зручно використовувати для внутрішньозаводського та зовнішнього технічного обслуговування, будівництва та ремонту, електромонтажних робіт, комунальних послуг, радіо, телебачення, телефонного зв'язку та експлуатації на суднах.

## Зовнішні посилання
- The Sound Powered Web Page
- How sound powered telephones work
- US Navy tips